# Húsz könnyű kis darab
A Húsz könnyű kis darab című művet Weiner Leó írta 1948-ban (Op.27). A mű  magyar gyermek- és népdalokat tartalmaz zongorára feldolgozva.
Fülep Tibor átdolgozta a művet hegedűre és zongorára, egyúttal megváltoztatta a darabok sorrendjét.
A darabok listája az eredeti sorrendben:
| 1. Elment a tyúk vándorolni             |
| 2. Ez a kislány gyöngyöt fűz            |
| 3. Királyasszony                        |
| 4. Érik a ropogós cseresznye            |
| 5. A part alatt három varjú kaszál      |
| 6. Én Istenem, minek élek               |
| 7. Szomorú fűzfának harminchárom ága    |
| 8. Tücsöklakodalom                      |
| 9. Udvaromon hármat fordult a kocsi     |
| 10. Esik az eső, ázik a heveder         |
| 11. Este van már                        |
| 12. El kéne indulni                     |
| 13. Kelj fel juhász                     |
| 14. Elmentek a cigányok                 |
| 15. Szeretnék szántani                  |
| 16. Béreslegény, jól megrakd a szekered |
| 17. Déva vára                           |
| 18. Ludasjáték                          |
| 19. Aj, Istenem, hogy búsulok           |
| 20. Egy nagyoru boha                    |